# 四國正中千年物語號列車
四國正中千年物語（日语： Shiko Kumannaka Sennen Monogatari */?）號列車是由四國旅客鐵道（JR四國）營運，行走於多度津站至大步危站之間的臨時列車特別急行列車（觀光列車）。列車途經土讚線。

## 概要
「四國正中千年物語」（正名「四國真中千年物語」）是繼「伊予灘物語」後第二架四國觀光列車，在2017年4月1日起開始行走。
「四國真中千年物語」是行走在四國的中央部分，沿線的善通寺、金刀比羅宮、平家落人傳説之祖谷等都擁有千年的歷史文化而得名。
列車的概念是「大人之遊山」。在昔日，德島內有一個習俗名為「遊山」，德島的小童會在上巳節時會帶同便當前往山野地方。而此列車就是把從前的「遊山」習俗帶來現代，讓遊人可輕鬆地享受「遊山」。車內的設計概念是「日本之外貌」，使用了日式的裝潢。旅客也可於車內享用餐點，食材是來自香川和德島當地。服務員也會為旅客介紹沿線的觀光景點。在行程中，旅客可從車窗觀看吉野川、大步危和小步危的溪谷之美景。
關於選定多度津站至大步危站之間作為觀光列車的行走區間，理由是第一架觀光列車「伊予灘物語」在予讚線伊予灘沿岸區間（愛在伊予灘線）行走，以「海」為主題，因此下一架觀光列車便考慮使用以「山」和「川」作為主題。在阿波池田站至大步危站之間，於1997年起曾經設有「大步危小火車」班次。在琴平站至大步危站之間，於2015年春天曾經設有「土讚線秘境小火車」班次，當中可讓乘客體驗在坪尻站中，列車行走在折返式路線的情況。這些班次的個人客和團體客均有所增加。「四國真中千年物語」的運輸區間連接了香川縣的「香川瀨戶內藝術觀光圈」和德島縣的「西阿波〜劍山、吉野川観光圈」兩處觀光圈。預計了這架觀光列車透過連接兩處，能夠帶來新的旅行需求。
在2017年，此觀光列車得到日經優秀製品、服務獎（日經MJ獎）中的最優秀獎。乘車率從開始運行至2年過後，截至2019年，平均乘車率達九成。

## 運行狀況
基本上，「四國正中千年物語」逢星期五、六、日及假日行走。在運輸日設有1個往返班次，行走於多度津站至大步危站之間。上午出發的下行列車（從多度津出發）班次之愛稱為「天空之鄉紀行」，「天空之鄉」是古時稱呼德島西部險要的山岳與村落一帶的名字。下午出發的上行列車（從大步危出發）班次之愛稱為「幸福之鄉紀行」，當中金刀比羅宮之標語為，另外該愛稱取自讚岐里山的溫暖形象。
乘坐「四國正中千年物語」時，需要支付乘車區間的車費、特急費用與綠色車卡費用。但是，乘客只可購買包含琴平站至大步危站區間的特急票與綠色車廂票，即是不可只乘坐多度津站至琴平站之間區間。另外，此列車不適用於繼乘費用制度。
由於乘車時已假設旅客會同時使用餐點，因此與其他「物語列車」一樣，乘客不可以在指定席售票機、e5489、eki-net等地方購買特急票與綠色車廂票。如需要購買特急票、綠色車廂票，只可在JR四國、JR西日本、JR東海（只限部分車站）、JR九州（只限部分車站）的綠色窗口及設有聯絡服務人員功能的指定席售票機（實際售票機名稱在各JR公司都各有不同）、Wrap Plaza等地方購買。另外，乘客可於綠色窗口處實時確認空座情况，另外也可於官方網站得知大約的空座情況（每2〜3日更新一次）。
上述提及，車內設有餐點服務，這些餐點是由當地廚師利用當地食材烹製而成。「天空之鄉紀行」班次的餐點是使用香川縣食材的『讚岐特別素材之西式料理』，「幸福之鄉紀行」班次的餐點是使用德島縣食材的『大人之遊山箱』。另外在毎年2月，都會有由千年物語的服務員設計的企劃「四國正中千年物語～甜品紀行～」。由於車內設有餐點服務，乘客不可攜帶外來食品（除了清水或茶除外）或寵物進入車廂。另外，若旅客希望使用餐點，除了車票、特急票和綠色車廂票外，還需要額外購入餐點預約券。乘客可於JR四國的綠色窗口、部分大型旅行社、JR四國之旅的預約中心（使用電話或傳真預約，並透過銀行轉賬或掛號信支付費用）、JR四國Tour（信用卡支付或於便利店支付）或瀨戶內觀光Navi「setowa」（在網上購買電子票。使用信用卡支付）購買餐點預約券。購入期限為乘車日前10日至4日前。

### 停車站
多度津站 - 善通寺站 - 琴平站 - 大步危站
除了上述車站外，列車會在以下車站作運輸停車。
- 「天空之鄉紀行」：讚岐財田站、坪尻站、阿波池田站、三繩站。
- 「幸福之鄉紀行」：小步危站、阿波川口站、阿波池田站、坪尻站、讚岐財田站和金藏寺站。當中，於阿波川口站站前會販賣當地特產，以及紀念攝影服務（在拍攝後，相片連同相框的商品會在琴平站的「Lounge大樹」發售），於阿波池田站也可讓乘客於月台上拍攝留念。

在琴平站設有為「四國正中千年物語」乘客而設的等候室「Lounge大樹」，乘坐「天空之鄉紀行」班次並已購入餐點預約券的旅客可得到迎賓飲品，乘坐「幸福之鄉紀行」班次並已購入餐點預約券的旅客可得到雪葩作為告別禮物。

### 使用車輛
「四國正中千年物語」使用KiHa185系柴油列車，以3卡編成行走（當中2架車輛是0番台改裝而成，1輛是普通列車樣式改裝為3100番台後再次改裝而成）。車輛外觀設計包含了四季變化，1號車廂的主色調是綠色，主題是「春萌之章」，2號車廂一邊的主色調是藍色，主題是「夏清之章」，另一邊的主色調是白色，主題是「冬清之章」，3號車廂的主色調是紅色，主題是「秋彩之章」。車內的設計概念是「日本的外觀」，當中使用了德島縣的杉木包裝各個車廂。
車頭上印上了徽章，當中使用了讚岐財田站前的紅楠、善通寺的樟樹和祖谷的鉾杉的形象來設計該徽章。
另外與其他「物語列車」一樣，在改裝時把警笛改裝為音樂喇叭，在起點站進站與出發時，當列車到達終點站時，以及部分停車站出發時會播放特定音樂。。
編成
↑大步危
- 1號車廂：KiRo185-1001（←KiHa185-14） - 24個座位。
- 2號車廂；KiRo186-1002（←KiRo186-4） - 11個座位。都是團體座位，只限3人以上使用。另外，該車廂設有櫃臺售賣飲品、食品和土產。
- 3號車廂：KiRo185-1003（←KiHa185-3102，前-1002） - 22個座位。部分區域是是團體座位，只限3人以上使用。

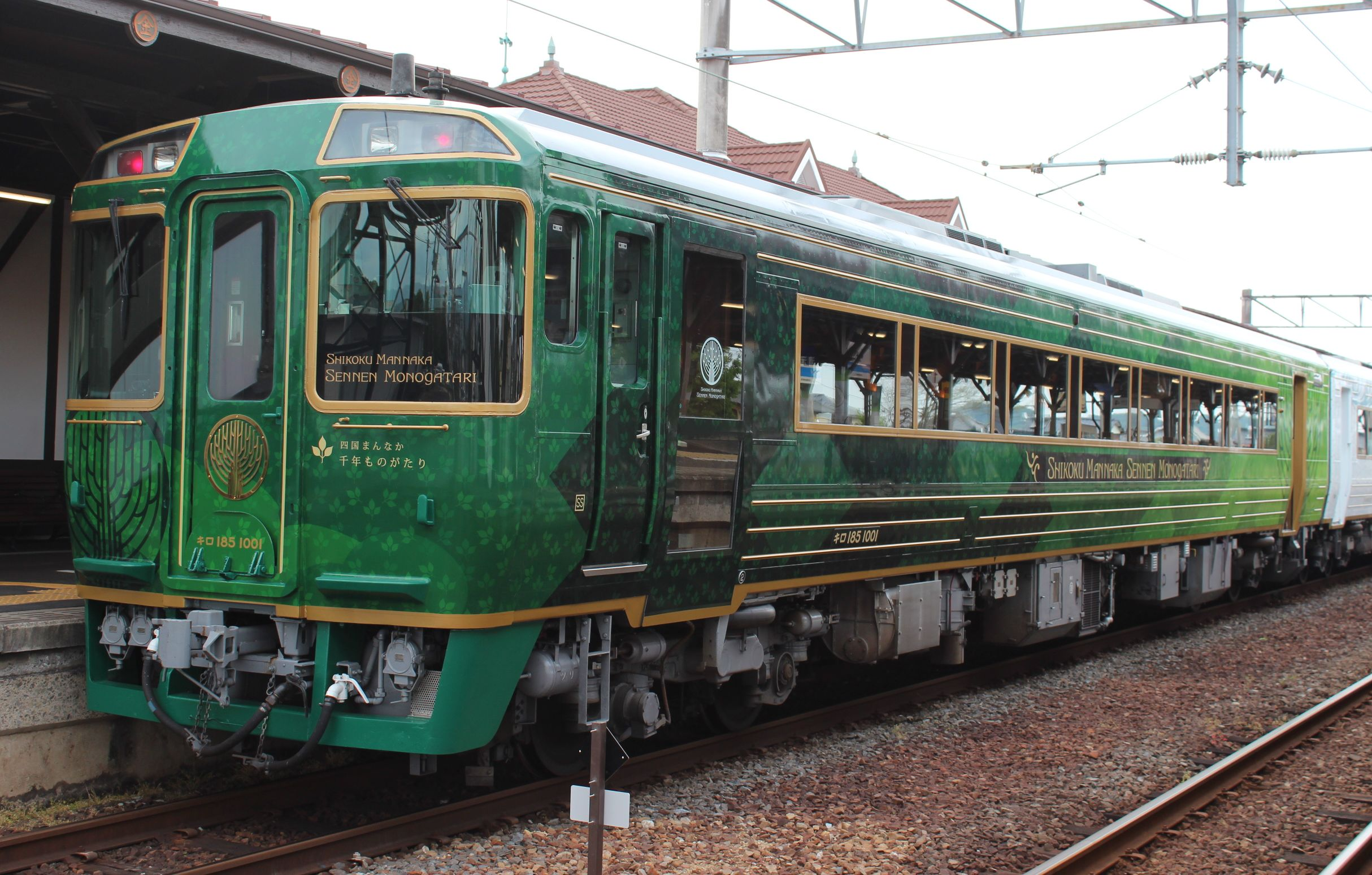
1號車廂「春萌之章」 （KiRo185-1001） （2017年5月3日 / 琴平站）
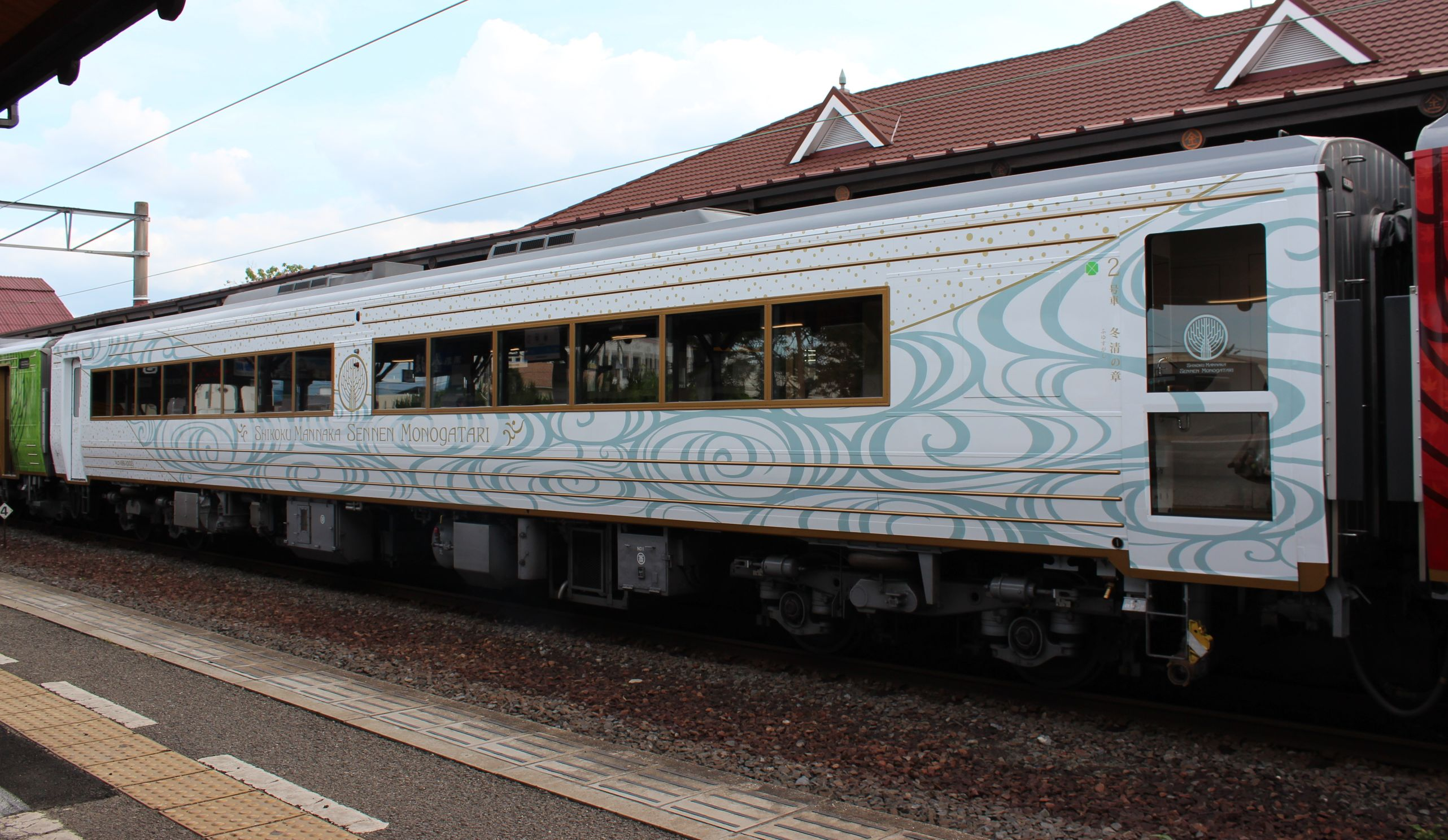
2號車廂「冬清之章」 （KiRo186-1002） （2017年5月3日 / 琴平站）
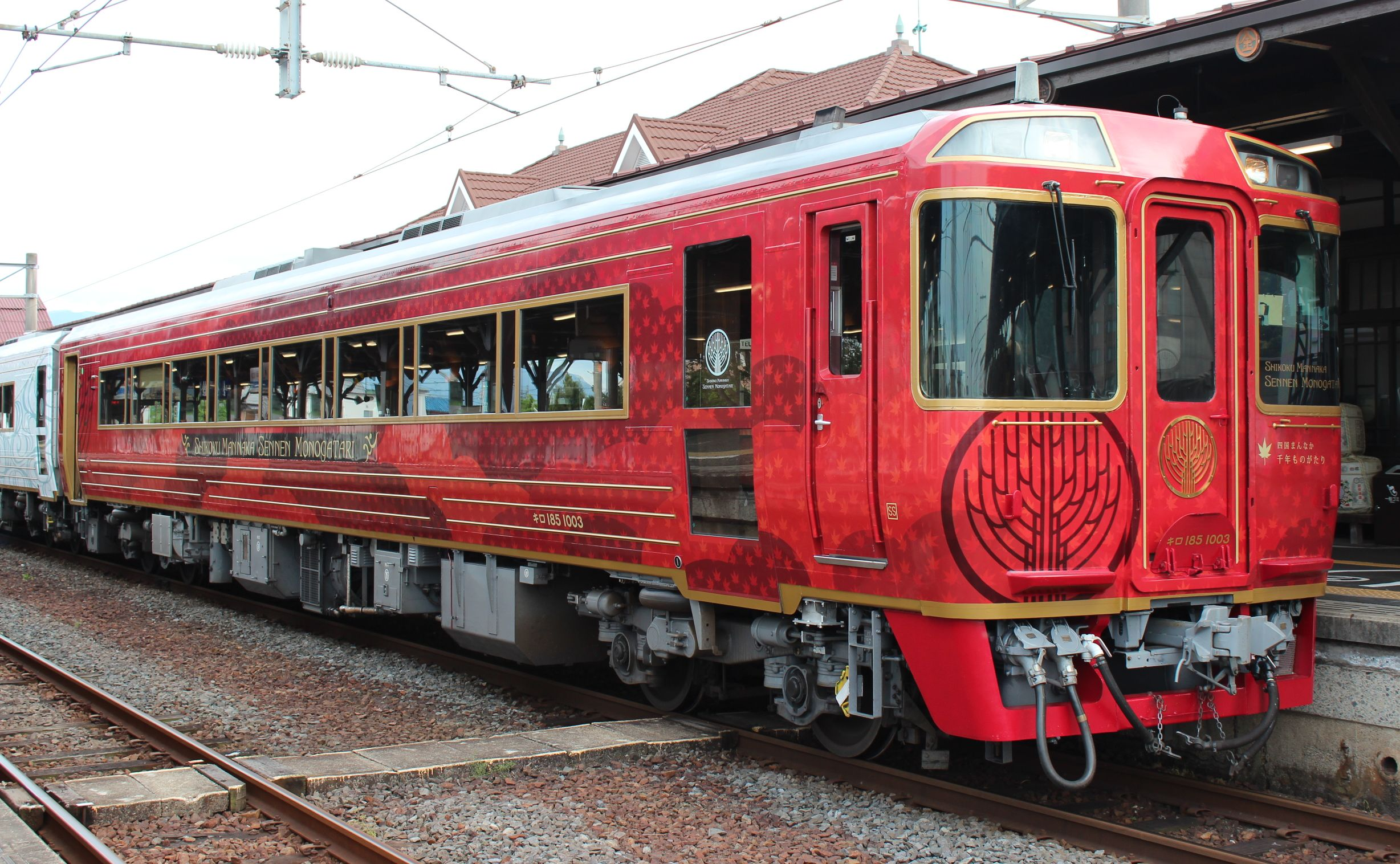
3號車廂「秋彩之章」 （KiRo185-1003） （2017年5月3日 / 琴平站）
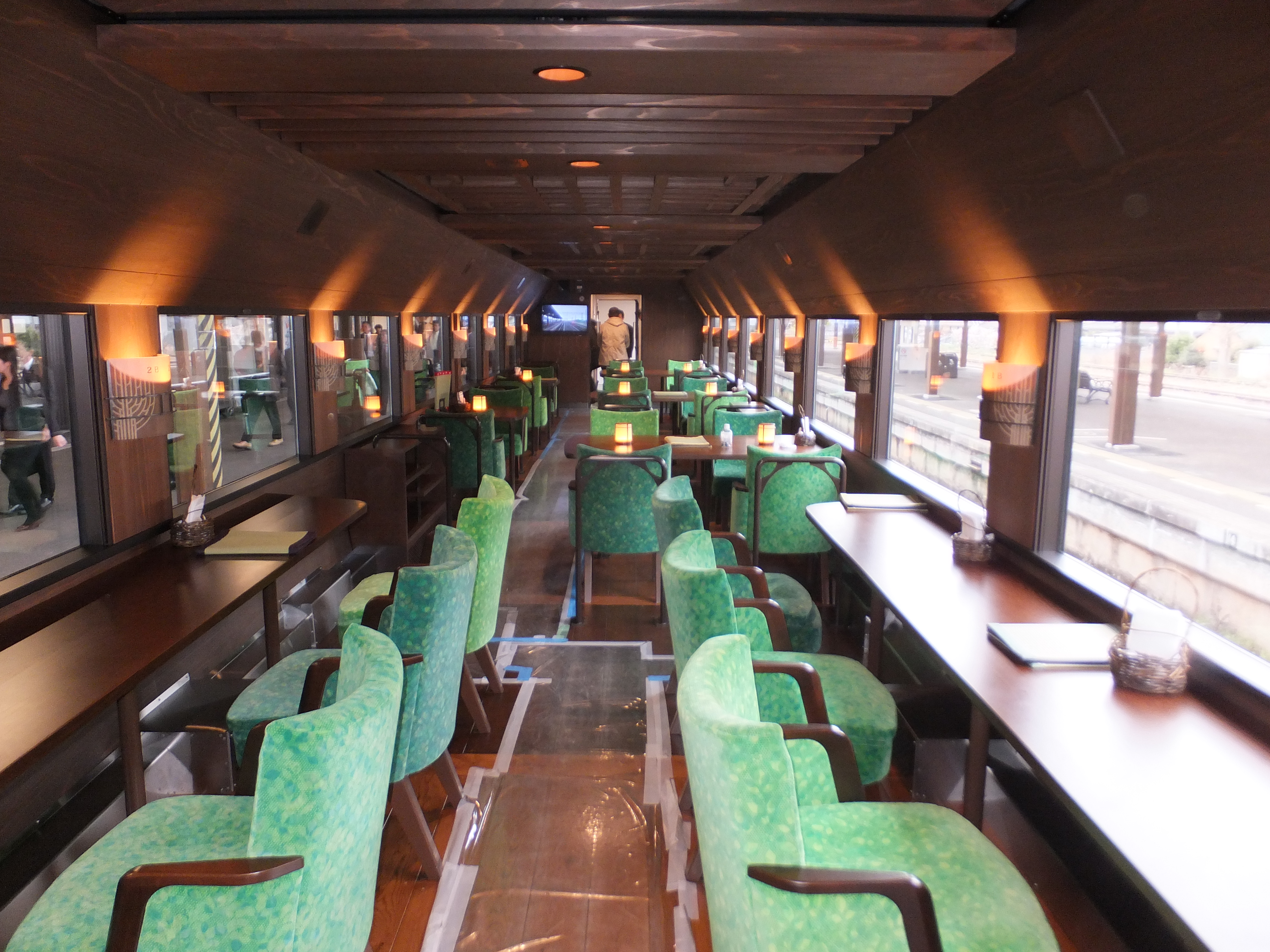
1號車廂車內 （2017年3月23日 / 琴平站）
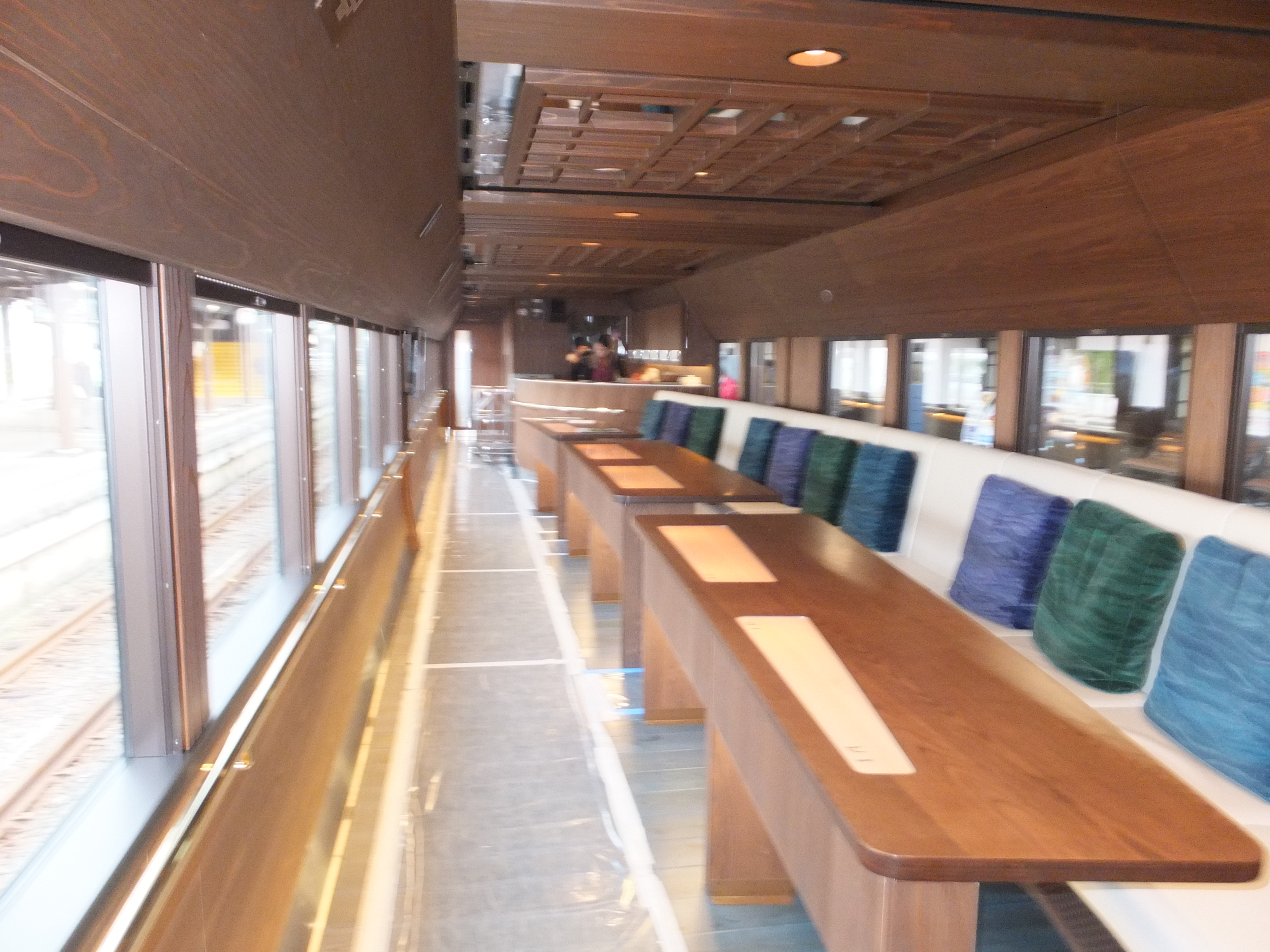
2號車廂車內 （2017年3月23日 / 琴平站）
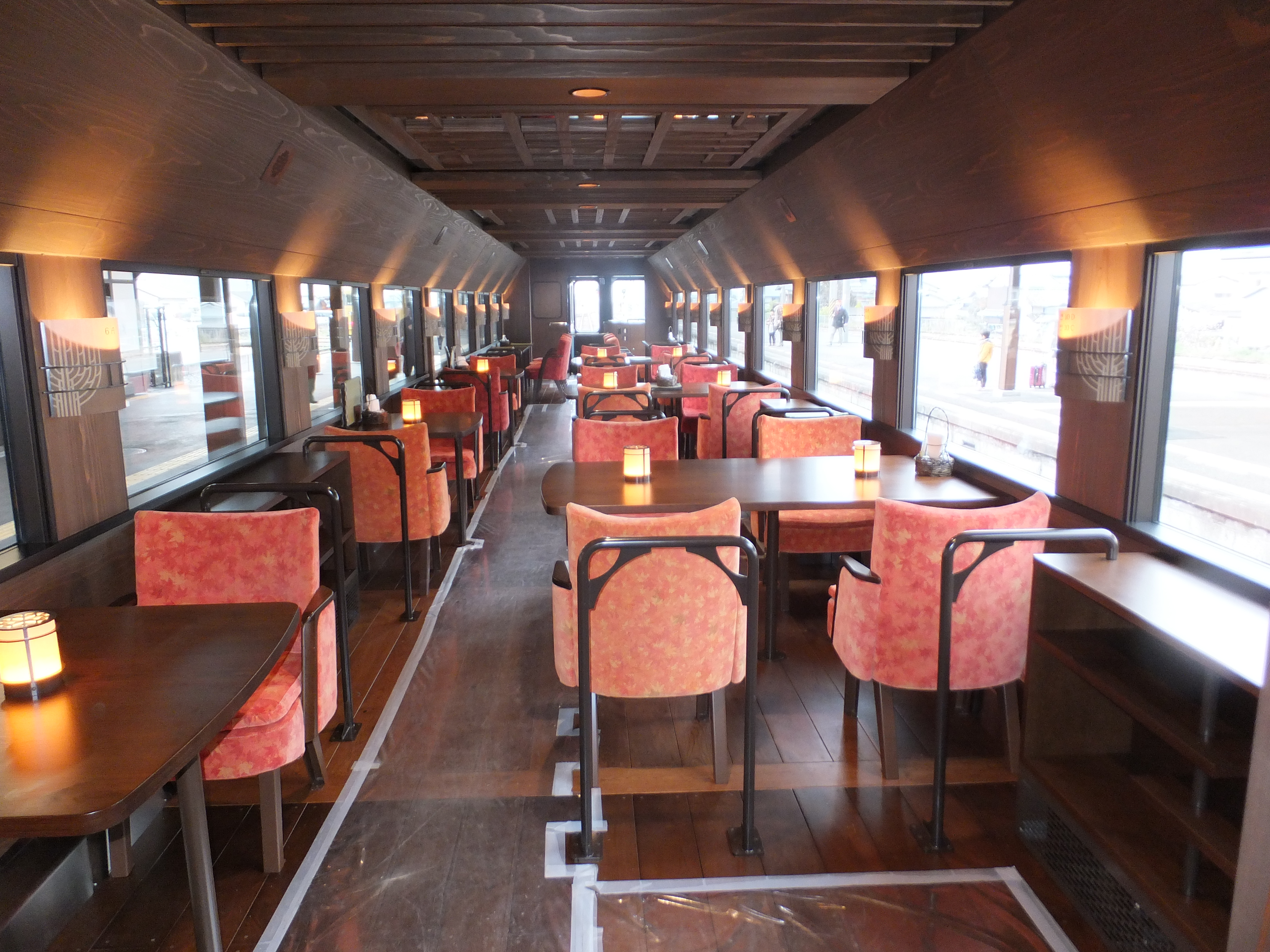
3號車廂車內 （2017年3月23日 / 琴平站）
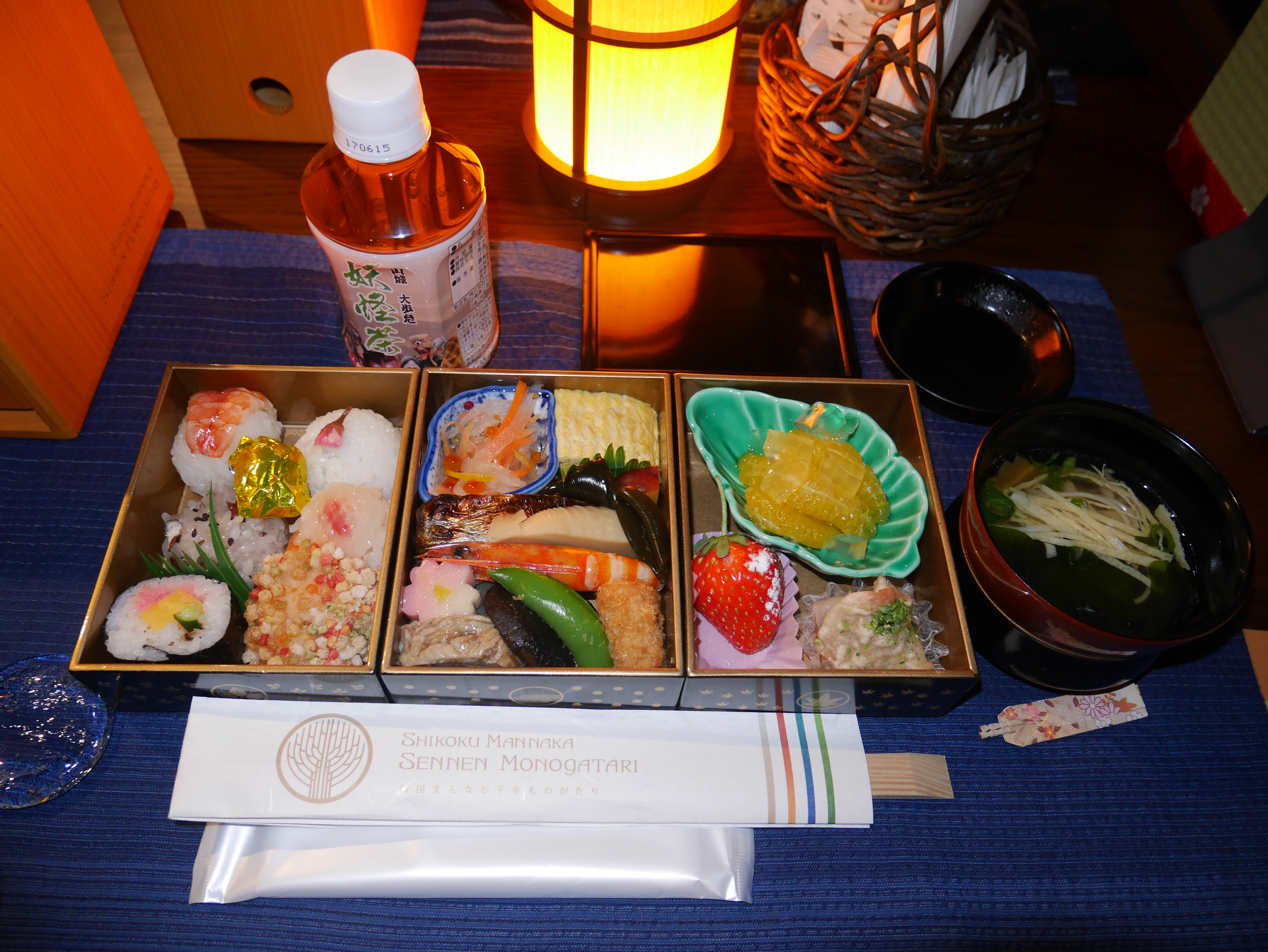
餐點『大人之遊山箱』和歡迎飲料 （餐點款式截至2017年3月23日）
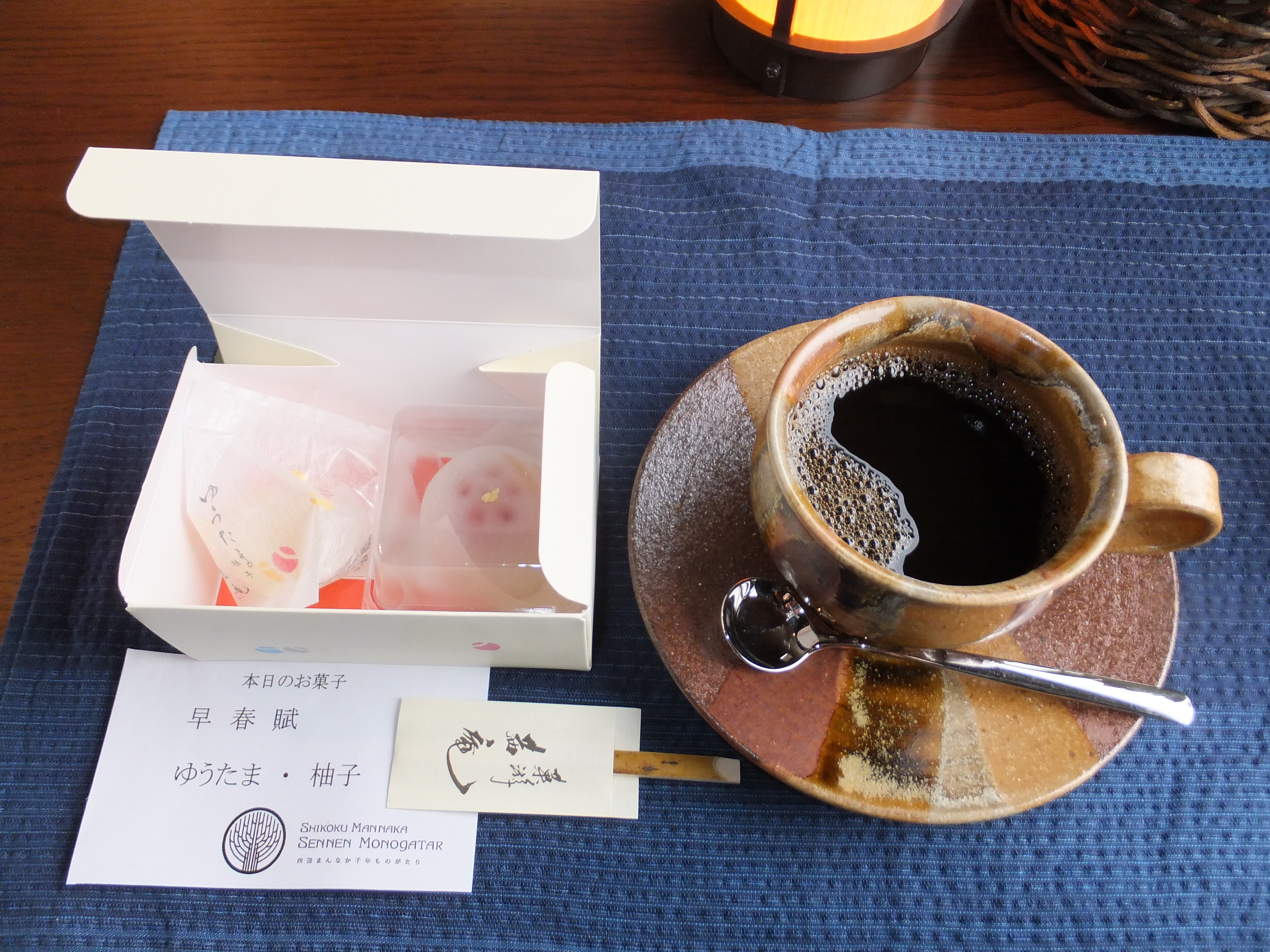
和菓子和咖啡 （和菓子款式截至2017年3月23日）

## 注腳

## 外部連結
- 官方网站